# Alan Gillis
Alan Leslie Gillis (auch: Allan, * 22. September 1936; † 6. Mai 2022 in Naas, County Kildare) war ein irischer Politiker.

## Leben
Gillis wuchs im Dubliner Stadtteil Rathfarnham auf und ging dort zur High School. Er studierte am College of Technology. Die Familie zog nach Grangecon bei Baltinglass und führte dort einen Bauernhof. 
Gillis war von 1990 bis 1994 Präsident der Irischen Bauernvereinigung (Irish Farmers’ Association). Er trat 1994 erfolgreich zur Wahl zum Europäischen Parlament für den Wahlbezirk Leinster an. Dort war er Teil der EVP-Fraktion. Bei der Europawahl 1999 konnte er den Sitz nicht verteidigen. 
2007 versuchte er, für den Wahlkreis Kildare South in den Dáil Éireann einzuziehen, scheiterte aber.

## Privates
Alan Gillis war mit Irene verheiratet, mit der er fünf Kinder hatte.